# 直原 (アニメ制作)
アニメ制作における直原（ちょくげん）は絵コンテをもとに原図と一連の原画を直接描く制作方式である。

## 概要
絵コンテはカットの設計概要図でありこれに基づいて原図と一連の原画が描かれる。このとき、1カットの絵コンテから中間物を挟まずに直接すべての原図・原画を一度に描き起こす制作方式が直原である。
直原は原画を用いる制作において最も単純な制作方式である。中間工程を飛ばせるためうまく行けば効率が良くまた伝言ゲームによる品質劣化も無い（⇒#中間作成物と中間工程が無い）が、リテイクがかかった場合はコストが高くつく（⇒#リテイクコストが高い）。そのため密な意志疎通が可能な制作体制、リテイクを出さない優れたアニメーター、制作陣を圧迫しない時間と金、といった恵まれた条件が揃わないと非効率な制作になりやすい。
初期の商業アニメ制作は直原方式であった。『アルプスの少女ハイジ』(1974) や『機動警察パトレイバー the Movie』(1989) でのレイアウトシステムの採用、その後の派生系（ラフ原システム/二原システムなど）の普及を経て、現在の商業アニメ制作で意図的に直原方式を採用することは稀になっている。「直原」という語はこれらが発達した時期にできたレトロニムである。また現在でも時間的に追い詰められてやむなく一部カットを直原とするケースもある。
なお、ラフ原システム（二原システム）で作監修正を二原に戻さずそのまま原画とすることを「直原」と呼ぶ場合もある。殆どの場合で全修正のため作監が絵コンテから原図・原画を起こすことになり、こちらの用法であっても本稿の「直原」とやっていることはほぼ同じである。

## 性質

### 中間作成物と中間工程が無い
直原では絵コンテから直接原図と原画を描き起こすため、中間作成物や中間工程が無い。
他の方式であるレイアウトシステムであれば、2つの間にレイアウトという中間生成物を挟みかつこれを監修する工程を挟んでいる。直原ではこの作画と監修がまるっと無いため、理想の制作体制であれば最も無駄のない/効率の良い作画方式になる。また中間工程を挟むと伝言ゲームによって意図や品質が失われがちであるが、直原であればそもそも中間がないので品質劣化は起き得ない。

### リテイクコストが高い
直原は全ての原図と原画を直接・一度に描き起こすため、リテイク時のコストが高い。
直原で原図にリテイクがかかった場合、アニメーションの前提となる空間が崩れるため全ての原画もリテイクになってしまう。またカットの冒頭と末尾の原画で表現されるキャラクターのポーズと立ち位置にリテイクがかかった場合、アニメーションの軌道自体が差し替えになるため中間の原画も全てリテイクになってしまう。これらのケースは原画を1から書き直すのに近く、コストが高い。